# Achmer
Achmer ist der flächenmäßig größte Ortsteil von Bramsche. Er ist durch die Hase, den Mittellandkanal und den Flugplatz Achmer gekennzeichnet.
Achmer grenzt im Norden an Bramsche-Mitte, im Westen an Ueffeln und im Süden an Pente und erstreckt sich von der Haseniederung bis hinauf in den Südteil des Gehns. Der alte Ortskern ist eine noch deutlich sichtbare Bauernsiedlung. Die über Jahrhunderte bäuerliche Struktur Achmers begann sich zu verändern, als 1876 die Eisenbahn durch den Ort fuhr und ein Bahnhof an der Bahnstrecke Oldenburg–Osnabrück angelegt wurde. 1935 wurde mit dem Bau des Flugplatzes Achmer begonnen, der ab 1940 als Feldflugplatz für Jagdflieger diente und heute hauptsächlich Segelflieger bedient.
Die Gemeinde Achmer bestand aus den Ortsteilen Larberge, Wackum, Tömmern, Hemke, Grünegras und Westerhausen. Am 1. Januar 1971 wurde sie in die Stadt Bramsche eingegliedert.
Die frühere Gemeinde hatte eine Fläche von 28,29 km².
Heute ist Achmer ein Schwerpunktgebiet Bramsches für Industrie und Gewerbe.
Achmers Ortsbürgermeisterin ist Anke Hennig (SPD).

## Ortsnamensdeutung
1160 wurde ein Lachenbure unbekannter Lage beurkundet; 1186 ein Achenbure. Möglicherweise handelt es sich um dieselbe Ansiedlung. „Lache“, auch „Lake“, ist seichte Stelle, ein Wasserpfuhl. Eine „Ache“ ist insbesondere im süddeutschen Raum ein (Gebirgs-)fluss. „Bure“ bedeutet Bauerschaft.

## Politik

### Ortsrat
Der Ortsrat, der den Ortsteil Achmer vertritt, setzt sich aus 13 Mitgliedern zusammen. Die Ratsmitglieder werden durch eine Kommunalwahl für jeweils fünf Jahre gewählt. Die aktuelle Amtszeit begann am 1. November 2021 und endet am 31. Oktober 2026.

Bei der Kommunalwahl 2021 ergab sich folgende Sitzverteilung:
| Ortsrat 2021Insgesamt 13 Sitze - SPD: 7 - Grüne: 2 - CDU: 4 |

### Ortsbürgermeister
- Seit 2018 Anke Hennig (SPD)
- 2014–2018 Dennis Kaden (SPD)
- 1994–2014 Heiner Pahlmann (SPD)
- 1985–1994 Heinz Lewandowsky (SPD)[6]

## Einwohnerentwicklung
Wohnbevölkerung der Gemeinde Achmer mit Gebietsstand vom 27. Mai 1970:
| Datum              | Einwohner |
| ------------------ | --------- |
| 17. Mai 1939       | 967       |
| 13. September 1950 | 1701      |
| 6. Juni 1961       | 1904      |
| 27. Mai 1970       | 2050      |

## Verkehr

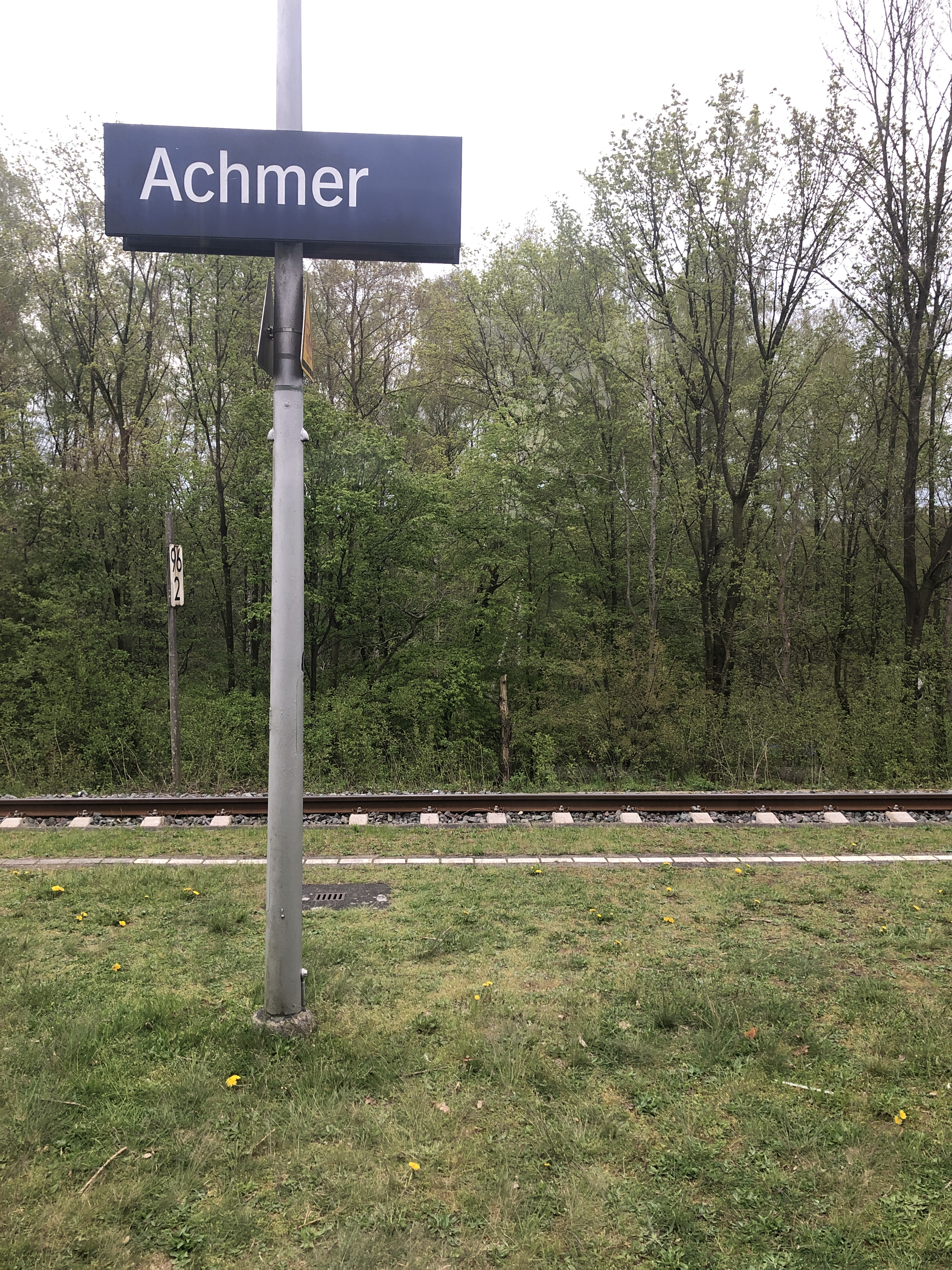
Bahnhofsschild Achmer

Der Bahnhof Achmer liegt an der Bahnstrecke Oldenburg–Osnabrück. Es hält im Stundentakt die RB 58 (Osnabrück – Bremen) sowie frühmorgens ein Zugpaar der Linie RE 18 (Osnabrück – Wilhelmshaven).
| Linie | Verlauf | Takt   | Betreiber    |
| ----- | --- | ------ | ------------ |
| RB 58 | Bremen Hbf – Bremen-Neustadt – Delmenhorst – Ganderkesee – Brettorf – Wildeshausen – Rechterfeld – Goldenstedt (Oldb) – Lutten – Vechta – Lohne (Oldb) – Mühlen (Oldb) – Steinfeld (Oldb) – Holdorf (Oldb) – Neuenkirchen (Oldb) – Rieste – Hesepe – Bramsche – Achmer – Halen – Osnabrück Altstadt – Osnabrück Hbf Stand: Fahrplanwechsel Dezember 2023 | 60 min | NordWestBahn |